# Hoét châu Á
Hoét châu Á hay Hét châu Á (danh pháp khoa học: Zoothera) là một chi chim trong họ Hoét.

## Các loài
- Zoothera andromedae
- Zoothera cameronensis
- Zoothera cinerea
- Zoothera citrina
- Zoothera crossleyi
- Zoothera dauma
- Zoothera dixoni
- Zoothera dohertyi
- Zoothera dumasi
- Zoothera erythronota
- Zoothera everetti
- Zoothera gurneyi
- Zoothera guttata
- Zoothera heinei
- Zoothera horsfieldi
- Zoothera interpres
- Zoothera kibalensis
- Zoothera lunulata
- Zoothera machiki
- Zoothera major
- Zoothera margaretae
- Zoothera marginata
- Zoothera mollissima
- Zoothera monticola
- Zoothera oberlaenderi
- Zoothera peronii
- Zoothera piaggiae
- Zoothera princei
- Zoothera schistacea
- Zoothera sibirica
- Zoothera spiloptera
- Zoothera talaseae
- Zoothera tanganjicae
- Zoothera terrestris
- Zoothera wardii